# Egmundella superba
Egmundella superba is een hydroïdpoliep uit de familie Campanulinidae. De poliep komt uit het geslacht Egmundella. Egmundella superba werd in 1921 voor het eerst wetenschappelijk beschreven door Stechow. 